# アメリカ人
アメリカ人（アメリカじん、Americans）とは、アメリカ合衆国（米国）の市民と国民のこと。多重国籍者、駐在員とその子女、永住者もアメリカ人であると自認している場合がある。米国は世界中の人種・民族の祖国である。そのため、米国の文化と法律は、国籍を人種や民族と同視するのではなく米国市民権と永続的忠誠と同視する  。

## 概要
アメリカ先住民とハワイ、プエルトリコ、グアム、フィリピン諸島の人々を除いて、アメリカ人またはその祖先の大多数はアメリカに移住したか、過去5世紀以内に奴隷として連れてこられた人々の子孫である。19世紀、米国の拡大によってアメリカ人の範囲は拡大した。さらにアメリカは20世紀に入りアメリカインディアン、米領バージン諸島、北マリアナ諸島に拡大した。
その多民族の構成にもかかわらず、大多数のアメリカ人に共通して保持されているアメリカの文化は、主に北欧と西欧の入植者の伝統から派生した西洋文化とも呼ばれる。これはアフリカ系アメリカ人の文化の影響も含まれる。19世紀後半から20世紀初頭にかけての南ヨーロッパと東ヨーロッパからの大規模な移民は、アジア、アフリカ、ラテンアメリカからの移民は米国人に様々な影響を及ぼした。人種のるつぼ、またはサラダボウルは、何世代にも渡ってアメリカ人が独特のお互いの文化的特徴を尊重し合ってきた過程をよく表象している語である。

## 人種と民族
| 2010年米国国勢調査                   | 2010年米国国勢調査                   | 2010年米国国勢調査 | 2010年米国国勢調査 | 2010年米国国勢調査 |
| ------------------------------------ | ------------------------------------ | ------------------ | ------------------ | ------------------ |
| 自認している人種                     |                                      |                    | 総人口に占める割合 |                    |
| 白人                                 | 白人                                 |                    | 72.4%              | 72.4%              |
| 黒人                                 | 黒人                                 |                    | 12.6%              | 12.6%              |
| アジア人                             | アジア人                             |                    | 4.8%               | 4.8%               |
| ネイティブ・アメリカン               | ネイティブ・アメリカン               |                    | 0.9%               | 0.9%               |
| ネイティブハワイ人、太平洋諸島原住民 | ネイティブハワイ人、太平洋諸島原住民 |                    | 0.2%               | 0.2%               |
| 混血                                 | 混血                                 |                    | 2.9%               | 2.9%               |
| その他                               | その他                               |                    | 6.2%               | 6.2%               |
| 合計                                 | 合計                                 |                    | 100.0%             | 100.0%             |
| ヒスパニック: 16.3%                  |                                      |                    |                    |                    |

アメリカ合衆国は多民族国家であるため、人種と民族は多岐に渡る。米国国勢調査によると、以上の6人種が米国で認知されている。
米国国勢調査局はまた、アメリカ人を「ヒスパニック系・ラテン系」、「非ヒスパニック系・ラテン系」に分けて分類し、それらを人種的に多様であり最も人口の多いマイノリティグループであるとしている。